# 物镜口径
物镜口径，经常被简称为“口径”，指的是望远镜中起主要聚光作用的那片镜片未受遮挡的部分，也就是实际有效的那部分镜片的直径。一般以毫米做单位。对于口径非常大的望远镜也常用米做单位。
对于折射望远镜，物镜口径一般是望远镜前端的凸透镜（或透镜组）的有效通光口径。
对于反射望远镜，物镜口径一般是望远镜镜筒后部的反射镜的有效通光口径。
对于折反射望远镜，物镜口径一般用望远镜前端的改正镜和后部的反射镜的口径共同表示。
物镜口径是衡量望远镜（特别是天文望远镜）性能指标的最重要的参数，它的大小直接决定了望远镜的聚光本领。

## 物镜口径与分辨本领
物镜口径与望远镜的分辨本领有直接的关系。天文望远镜中刚刚好能够区分开两个星点的角距离叫做分辨角，用希腊字母δ表示，采用弧度做单位。分辨角越小，表示越能分辨出靠得近的天体。分辨角与物镜口径的关系（瑞利关系）是：
{\displaystyle \delta ={\frac {1.22\lambda }{D}}}
其中λ是入射光的波长，D是望远镜的物镜口径。
上式仅仅是望远镜理论上能够达到的分辨角的极限。实际上由于大氣擾動、望远镜镜片本身的形状偏差等原因望远镜很少能够到达此理论值。
从上式中可以看出，物镜口径越大，分辨角越小，望远镜的分辨本领越高，分辨出天体细节的能力越强。此外，望远镜的口径越大，收集到的光越多，从而能够看到越为暗弱的天体。基于以上原因，现代的大型望远镜都以追求大的物镜口径为主要目标。

## 建造大口径的望远镜
20世纪90年代之前，世界上口径最大的望远镜是位于苏联高加索山上的特殊天体物理天文台的6米口径望远镜。然而许多人认为，由于工艺的原因，它的实际效果不及当时的世界第二大望远镜——美国帕洛玛山上的口径为5.08米（200英寸）的海尔望远镜。
20世纪90年代以后，世界各国相继建造了一批口径达到8-10米的望远镜。比较著名的有：位于美国夏威夷莫纳克亚山上的两台10米口径的凯克望远镜，欧洲南方天文台建造的、位于智利的4台8米口径的甚大望远镜(VLT)。著名的哈勃太空望远镜的口径为2.4米。

## 等效口径
如果把几台望远镜接受的光合并起来，其效果往往可以远远胜过一台单一的望远镜，这时候通常采用“等效口径”衡量望远镜的实际效果。例如，由4台8米口径望远镜组成的甚大望远镜(VLT)相当于一台等效口径为16米的望远镜。